# Estació de Selva de Mar
Selva de Mar és una estació situada al barri de Diagonal Mar al districte de Sant Martí on enllacen la L4 del Metro de Barcelona i la línia T4 del Trambesòs.
L'estació del metro està sota el carrer Pujades i es va inaugurar el 1977 com a part del Línia IV. Força anys més tard, el 8 de maig de 2004, es va inaugurar la del Tram que es troba sobre l'Avinguda Diagonal.

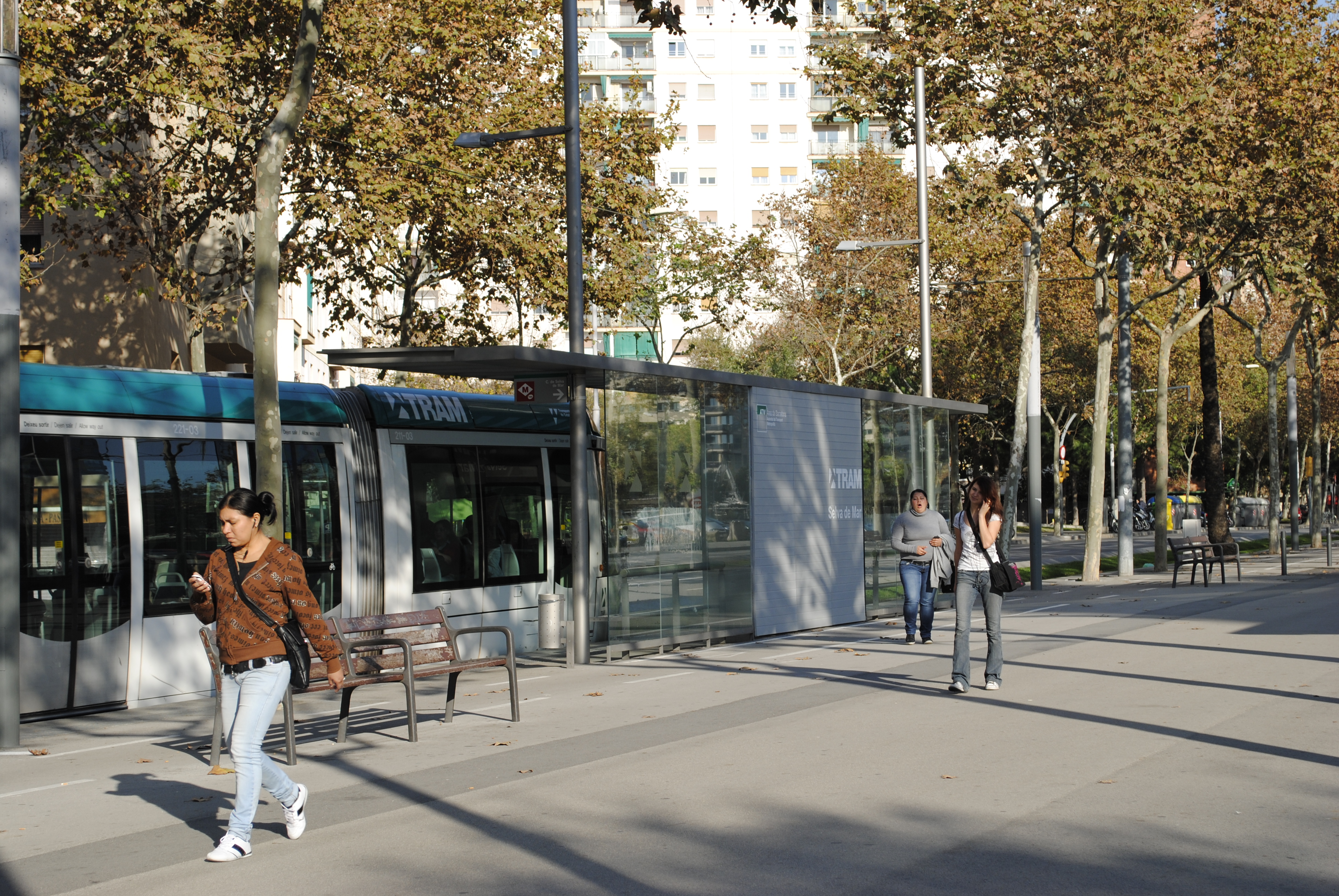
L'estació de tramvia de la T4.

## Serveis ferroviaris
| Procedència/Destinació | <        | Línia | >                  | Procedència/Destinació |
| ---------------------- | -------- | ----- | ------------------ | ---------------------- |
| Metro de Barcelona     |          |       |                    |                        |
| Trinitat Nova          | Poblenou |       | El Maresme - Fòrum | La Pau                 |
| Trambesòs              |          |       |                    |                        |
| Verdaguer              | Fluvià   |       | El Maresme         | Estació de Sant Adrià  |

## Accessos del metro
- Carrer Pujades - Carrer Selva de Mar
- Carrer Pujades - Carrer Provençals

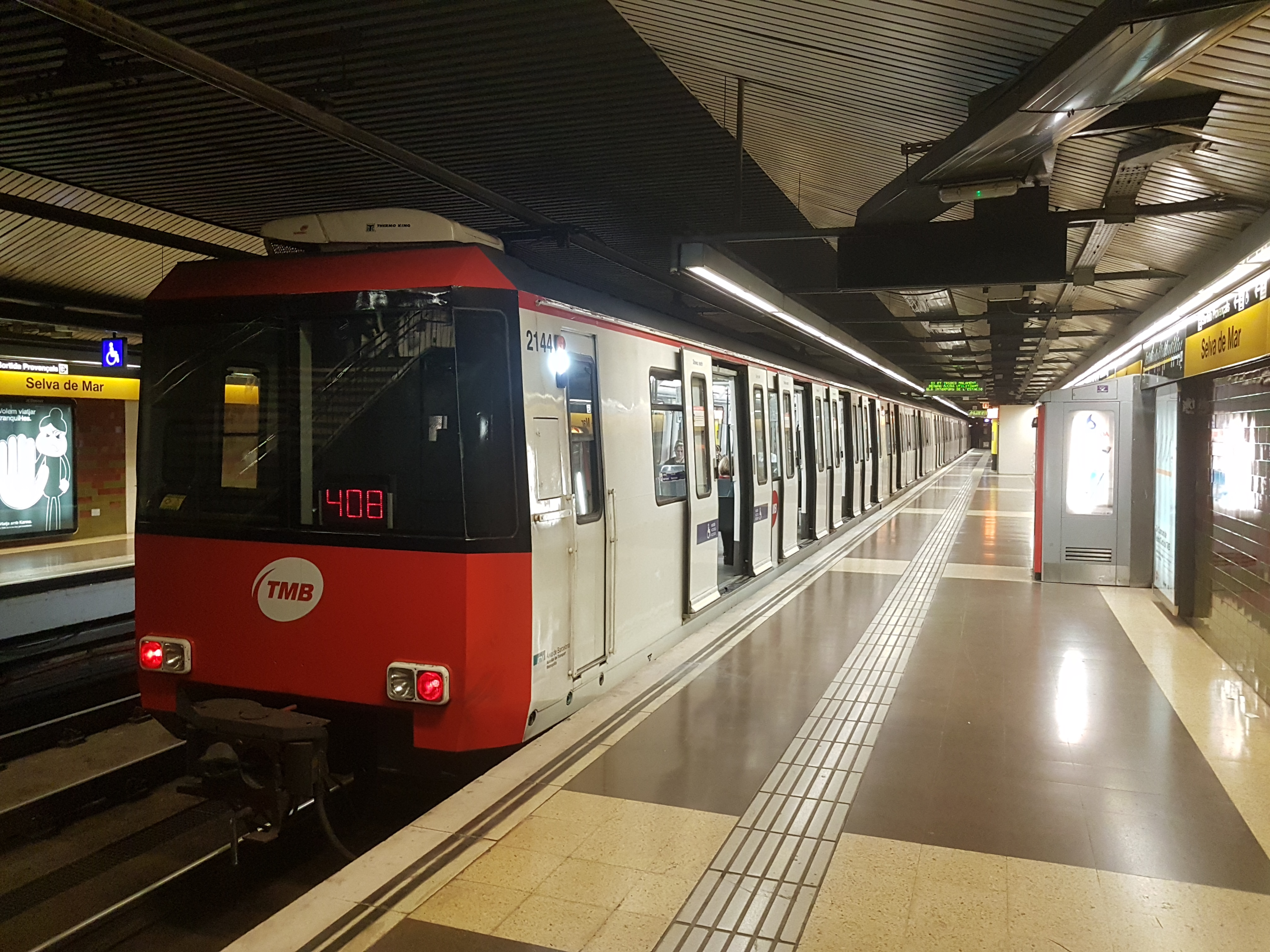
Unitat 2100 a l'estació de metro direcció Trinitat Nova.